# Tectona philippinensis
Espèce
Synonymes
- Jatus philippinensis (Benth. & Hook.f.) Kuntze[1]

Statut de conservation UICN

 EN  : En danger
Tectona philippinensis est une espèce de plantes à fleurs de la famille des Lamiaceae. C'est un arbre endémique des Philippines. Il est menacé du fait de l'exploitation de son bois.

## Publication originale
- Genera Plantarum 2: 1152.